# Viggó Sigurðsson
Viggó Valdemar Sigurðsson (* 11. Februar 1954 in Reykjavík) ist ein isländischer Handballtrainer und ehemaliger Handballspieler.

## Karriere

### Als Spieler
Viggó Sigurðsson spielte ab 1970 für den isländischen Verein Víkingur Reykjavík. Mit Víkingur gewann der Linkshänder 1975 die isländische Meisterschaft. Zwischen 1978 und 1980 stand Viggó Sigurðsson beim spanischen Verein FC Barcelona unter Vertrag, mit dem er 1980 die spanische Meisterschaft errang. Anschließend lief er zwei Spielzeiten für den deutschen Bundesligisten Bayer 04 Leverkusen auf. In diesem Zeitraum erzielte er 158 Bundesliga-Treffer. 1982 kehrte Viggó Sigurðsson zu Víkingur zurück, mit dem er 1983 die isländische Meisterschaft gewann. 1985 beendete er seine Karriere.
Viggó Sigurðsson bestritt 64 Länderspiele für die isländische Nationalmannschaft, für die er 158 Treffer erzielte. Mit der Nationalmannschaft belegte er den 13. Platz bei der Weltmeisterschaft 1978.

### Als Trainer
Viggó Sigurðsson war in den Jahren 1985 und 1986 als Trainer der isländischen U21-Nationalmannschaft tätig. Anschließend trainierte er die isländischen Vereine FH Hafnarfjörður (1986–1989), Haukar Hafnarfjörður (1989–1992) und UMF Stjarnan (1993–1995). 1996 übernahm er den deutschen Zweitligisten LTV Wuppertal, der 1997 in die Bundesliga aufstieg. 2000 übernahm er nochmals das Traineramt von  Haukar Hafnarfjörður, der unter seiner Leitung 2001 und 2003 die isländische Meisterschaft sowie 2001 und 2002 den isländischen Pokal gewann. Im Februar 2004 beendete er diese Tätigkeit bei Haukar. Im Oktober 2004 übernahm Viggó Sigurðsson die isländische Nationalmannschaft. Nach der Handball-Europameisterschaft 2006 trat er zurück.
Ab Juli 2006 bis Dezember 2006 trainierte Viggó Sigurðsson interimsweise den deutschen Bundesligisten SG Flensburg-Handewitt. Hier vertrat er den etatmäßigen Trainer Kent-Harry Andersson, der aus gesundheitlichen Gründen pausierte. Im Sommer 2008 übernahm Viggó Sigurðsson Fram Reykjavík, den er bis November 2009 betreute. Im Februar 2010 wurde er Trainer vom isländischen Erstligisten ÍR. Ab 2012 war Viggó Sigurðsson als Jugendtrainer bei KR Reykjavík tätig.

### Sonstiges
Sein Sohn Jón Gunnlaugur Viggósson ist ebenfalls als Handballtrainer tätig.